# Lebo Mathosa
Lebo Mathosa (* 1977 in Daveyton, Südafrika; † 23. Oktober 2006 bei Johannesburg) war eine südafrikanische Kwaito-Sängerin.
Mathosa begann ihre Karriere 1994 mit der südafrikanischen Band Boom Shaka, bevor sie 1999 als Solistin startete. Ihr 2000 erschienenes Solodebütalbum Dream erreichte vier Wochen nach dem Erscheinen Goldstatus. Sie gewann beim South African Music Awards 2001 für Dream den Preis für das beste Dance-Album, für dessen Single-Auskopplung Intro den Preis für die beste Dance-Single und den Preis als beste Sängerin.
Lebo Mathosa starb am 23. Oktober 2006, im Alter von 29 Jahren, bei einem Autounfall in der Nähe von Johannesburg.